# 1000%キュンキュンさせてよ♥/プリティーリズムでGo!
「1000%キュンキュンさせてよ♥/プリティーリズムでGo!」（せんパーセントキュンキュンさせてよ/プリティーリズムでゴー）は、プリティーリズム☆オールスターズ及びMARsのシングル。 2011年12月16日にDIVE II entertainmentから発売された。

## 概要
プリティーリズム☆オールスターズ（阿澄佳奈、原紗友里、片岡あづさ、米澤円、明坂聡美）とMARs（阿澄佳奈・原紗友里・片岡あづさ）の両A面シングル。
それぞれ、テレビ東京系アニメ『プリティーリズム・オーロラドリーム』後期オープニングと第3クールエンディングとして使用されている。プリティーリズム☆オールスターズとしては1枚目のシングルだが、MARsとしては2011年7月発売の「プリティーリズム・オーロラドリーム ライブチック・キャラクターソングCD」act.5「めらめらハートが熱くなる」に続き2枚目のシングルとなる。
初回限定盤にはオープニング/エンディングアニメーションのノンクレジット版、プリズムメイツのバトポンレッスン映像を収録したDVDと、アーケードゲーム『プリティーリズム』で使用可能な「E07-046★ レッドチェックワンピース」のプリズムストーンが同梱されている。

### 収録曲解説
1000%キュンキュンさせてよ♥
アニメ第30話以降のオープニング曲。また、アーケードゲーム『プリティーリズム』では2011年12月稼働開始のシーズン7・プリティーリメイク編より、前期オープニング曲のLISP「You May Dream」と共に「プリズムストーンショップ」のステージでBGMとして使用されている。
プリティーリズムでGo!
アニメ第3クール（第27 - 39話）のエンディング曲。アニメの劇中で結成されたユニット・MARsのキャラクターソングとして声優3名が歌唱している。

### 主な記録
2011年12月21日付のオリコン週間シングルチャートで70位を獲得。初動売上は0.1万枚を記録した。デイリーチャートでは12月15日付で最高位の27位を獲得した。

## 収録曲
1. 1000%キュンキュンさせてよ♥ [4:25]
  - 歌：プリティーリズム☆オールスターズ[メンバー 1]
  - 作詞：池畑伸人、作曲・編曲：長岡成貢
  - テレビアニメ『プリティーリズム・オーロラドリーム』オープニングテーマ
2. プリティーリズムでGo! [3:16]
  - 歌：MARs[メンバー 2]
  - 作詞：池畑伸人・AKIRASTAR、作曲：AKIRASTAR 編曲：大谷靖夫
  - テレビアニメ『プリティーリズム・オーロラドリーム』エンディングテーマ
3. 1000%キュンキュンさせてよ♥＜Instrumental＞ [4:25]
4. プリティーリズムでGo!＜Instrumental＞ [3:18]

### DVD（初回限定盤のみ）
1. ノンクレジット・オープニング「1000%キュンキュンさせてよ♥」
2. ノンクレジット・エンディング「プリティーリズムでGo!」
3. プリズムバトポンダンスレッスンムービー【体験版】 1000%キュンキュンさせてよ♥
  - ダンスレッスン
  - プリズムメイツ・スペシャルステージ
4. 最新じょうほう

### ユニットメンバー
1. ↑  春音あいら（阿澄佳奈）、天宮りずむ（原紗友里）、高峰みおん（片岡あづさ）、城之内セレナ（米澤円）、藤堂かのん（明坂聡美）
2. ↑  春音あいら（阿澄佳奈）、天宮りずむ（原紗友里）、高峰みおん（片岡あづさ）